# Gult fruktmögel
Gult fruktmögel (Monilinia fructigena) är en svampart som beskrevs av Honey 1945. Gult fruktmögel ingår i släktet Monilinia och familjen Sclerotiniaceae. Arten är reproducerande i Sverige. Inga underarter finns listade i Catalogue of Life.

## Källor

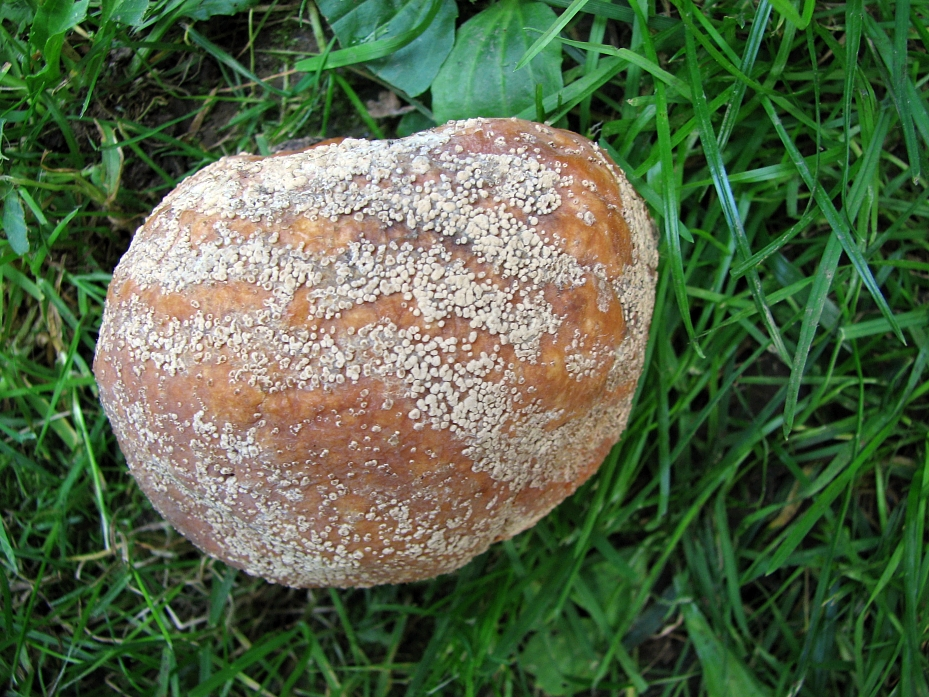
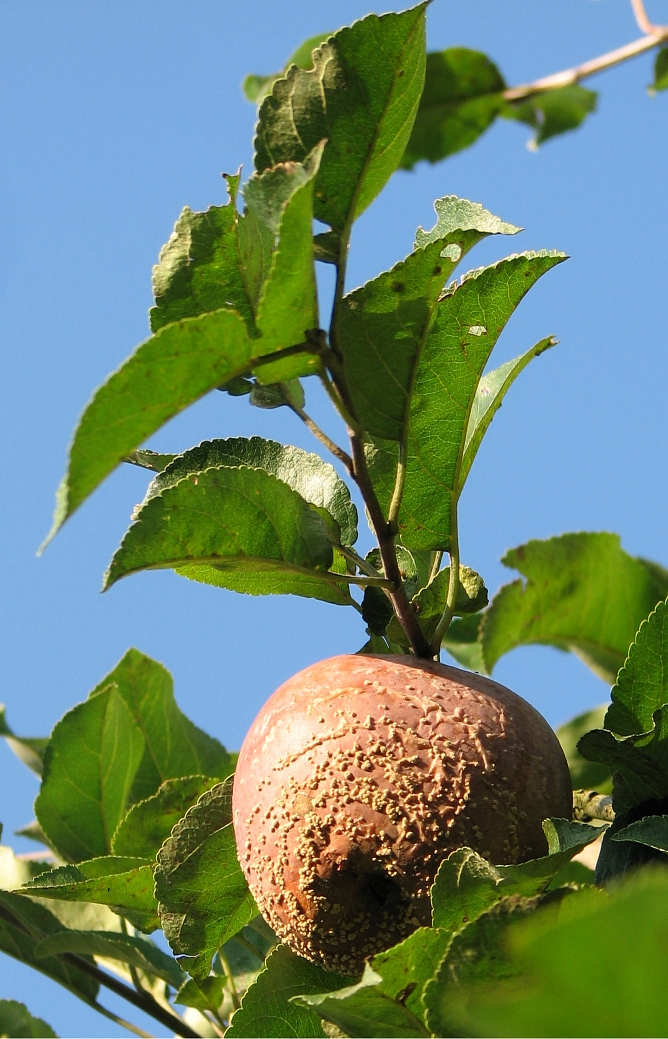